# Mammillaria phitauiana
Mammillaria phitauiana är en kaktusväxtart som först beskrevs av E.M. Baxter, och fick sitt nu gällande namn av Erich Werdermann. Mammillaria phitauiana ingår i släktet Mammillaria och familjen kaktusväxter. Inga underarter finns listade i Catalogue of Life.